# Alektra Blue
Alektra Blue (ur. 9 czerwca 1983 w Phoenix) – amerykańska aktorka pornograficzna.

## Życiorys

### Wczesne lata
Urodziła się w Phoenix w Arizonie. Wychowywała się w Dallas w Teksasie.

### Kariera
W styczniu 2005 roku zaczęła pracować w branży dla dorosłych. Do przemysłu porno dostała się dzięki swojej najlepszej przyjaciółce Taryn Thomas. Pracowała dla takich reżyserów jak Michael Raven, Robby D. czy Axel Braun. 
W kwietniu 2008 roku była dziewczyną miesiąca magazynu Penthouse i podpisała umowę na wyłączność z Wicked Pictures.
Pojawia się też w teledysku Lady Gaga i Beyoncé do singla „Telephone” (2010).
Od 2007 do 2010 roku była żoną aktora i reżysera porno Pata Myne. Osiedliła się w Scottsdale w Arizonie.

## Nagrody
- 2006: F.A.M.E. Awards – Ulubiona gwiazdka roku (z Brandy Talore)[8]
- 2008: AVN Award – Najlepsza scena seksu samych dziewczyn - wideo w Babysitters (2007)[9] z Sophia Santi, Sammie Rhodes, Angie Savage i Lexxi Tyler
- 2010: AVN Award – Najlepsza scena seksu grupowego w 2040 (2009)[10]; inni wykonawcy: Jayden Jaymes, Kaylani Lei, Tory Lane, Kayla Carrera, Randy Spears, Jessica Drake, Kirsten Price i Mikayla Mendez
- 2011: AVN Award – The Fan Awards – Najlepsze ciało[11]
- 2013: Juliland Award – Dziewczyna roku[12]